# Orectogyrus overlaeti
Orectogyrus overlaeti is een keversoort uit de familie van de schrijvertjes (Gyrinidae). De wetenschappelijke naam van de soort werd voor het eerst geldig gepubliceerd in 1934 door Georg Hermann Alexander Ochs.